# Conrad von Brockdorff-Ahlefeldt
Conrad Julius Ernst Graf von Brockdorff-Ahlefeldt (* 24. Juni 1886 in Perleberg; † 11. Januar 1959 in Neumünster, begraben in Ascheberg) war ein deutscher Offizier und Gutsbesitzer.

## Leben
Conrad von Brockdorff-Ahlefeldt war ein Sohn von Ernst von Brockdorff-Ahlefeldt (* 10. April 1854; † 4. Januar 1931) und dessen Ehefrau Elisabeth, geborene von Jagow (* 13. Dezember 1861 in Quitzow; † 27. Januar 1953 in Ascheberg).
Nach einem Besuch der Gelehrtenschule Plön, die er 1905 mit dem Abitur verließ, studierte Brockdorff-Ahlefeldt 1905/06 Jura an der Universität Heidelberg. Am 16. Mai 1906 trat er als Leutnant in das 1. Großherzoglich Mecklenburgische Dragoner-Regiment Nr. 17 der Preußischen Armee in Ludwigslust ein. Als passionierter Soldat und Offizier genoss er bei seinen Untergebenen höchstes Ansehen. Aufgrund seiner Fähigkeiten als Reiter wurde er wiederholt zu den Militär-Reitschulen in Paderborn und Hannover abkommandiert.
Während des Ersten Weltkriegs kämpfte Brockdorff-Ahlefeldt 1914/18 an der Ost- und der Westfront. In den letzten beiden Jahren des Krieges leitete er westliche Infanterieverbände. Er erhielt neben beiden Klassen des Eisernen Kreuzes, das Ritterkreuz des Königlichen Hausordens von Hohenzollern mit Schwertern und weitere Orden. 1919 schied er als Rittmeister aus dem Militärdienst aus.
Brockdorff-Ahlefeldt machte danach eine landwirtschaftliche Ausbildung. Ab 1923 bewirtschaftete er das Gut Ascheberg seines Vaters, einem ausgewiesenen Fideikommiss, das er nach dessen Tod erbte. Er arbeitete fleißig und tüchtig, sodass das Anwesen problemlos die Weltwirtschaftskrise überstand. Mit der Erweiterung der Reichswehr trat Brockdorff-Ahlefeldt nach 1933 als Reserveoffizier in das 14. Reiter-Regiment in Ludwigslust ein. Bei Kriegsausbruch zog ihn das Stellvertretende Generalkommando in Hamburg unverzüglich ein. Im Januar 1940 übernahm er das Kommando der Fahr-Ersatz-Abteilung 10 in Neumünster. Pro forma war er Mitglied der Landesabteilung Schleswig-Holstein der Deutschen Adelsgenossenschaft, ohne eine Funktion dort zu übernehmen. Sein Militärdienst endete aufgrund gesundheitlicher Probleme 1942 als Oberstleutnant der Reserve.
Direkt nach Kriegsende engagierte sich Brockdorff-Ahlefeldt dafür, geordnete Verhältnisse zu schaffen und das Land wieder aufzubauen. Er gründete die CDU Schleswig-Holstein mit und die Arbeitsgemeinschaft des Grundbesitzes, in der er bis Lebensende als Vorsitzender des Hauptausschusses aktiv war. Gemeinsam mit Geschäftsführer Jürgen Hagedorn aus Schrevenborn konnte er verhindern, dass die kurz nach Kriegsende verabschiedeten Gesetze zur Bodenreform die Schleswig-holsteinischen Gutsbesitzer nicht mit voller Härte trafen und 1959 entfielen.

## Ehrenamtliche Tätigkeiten
Brockdorff-Ahlefeldt galt als eine der profiliertesten Personen Schleswig-Holsteins. Als vertrauensvolle und geachtete Persönlichkeit übernahm er viele Ehrenämter. Dazu gehörten:
- Von 1938 bis 1959: Kommendator der Schleswig-Holsteinischen Genossenschaft[4] des Johanniterordens, Mitglied bereits seit 1922.[5]
- Von 1952 bis 1959: Verbitter des adligen Klosters Itzehoe und somit gleichzeitig Prälat der Schleswig-Holsteinischen Ritterschaft.
- Von 1923 bis 1933: Vorsitzender des Provinzialverbandes der Schleswig-Holsteinischen Reit- und Fahrvereine. Nach dem Zweiten Weltkrieg wurde er dessen Ehrenvorsitzender.
- Von 1940 bis 1959: Vorsitzender der Schleswig-Holsteinischen Brandgilde von 1691.
- Von 1928 bis 1959: Vorsitzender des Schleswig-Holstein-Lauenburgischen Hagelversicherungs-Vereins.
- Von 1949 bis 1959: Mitglied des Landesausschusses des CDU-Landesverbandes.
- Von 1931 bis 1934: Mitglied des Plöner Kreistags.
- Von 1945 bis 1957: Amtsvorsteher von Ascheberg

In den 1950er Jahren brachte Brockdorff-Ahlefeldt mit einer Initiative die „Historische Landeshalle für Schleswig-Holstein“, die heutige Landesgeschichtliche Sammlung, nach Kiel. Diese gehörte offiziell bereits dem Thaulow-Museum, dem heutigen Schleswig-Holsteinischen Landesmuseum.
Brockdorff-Ahlefeldt galt in seinem Umfeld als vorbildlicher, überzeugter Christ, der sich als Kirchenältester der Gemeinden Plön und Ascheberg engagierte. Der Ascheberger Gemeinde stiftete er Land, auf dem 1954 die Kirche mit Gemeindefriedhof entstanden.

## Familie
Brockdorff-Ahlefeldt heiratete am 29. Januar 1913 in Hannover Auguste Elisabeth von Gadenstedt (7. Juli 1893 in Volkersheim; † 27. Januar 1953 in Ascheberg). Sie war eine Tochter von Albrecht von Gadenstedt (1850–1929) und dessen Ehefrau Viktoria, geborene von Biel (1870–1961). Das Ehepaar hatte folgende Kinder:
- Ernst Albrecht (* 1913) ⚭ 1939 Astrid von Brand (* 1918)
- Elisabeth (* 1915), Konventualin des adeligen Klosters Itzehoe
- Benedicta (* 1918), Konventualin des adeligen Klosters Itzehoe
- Irmela (* 1922)
- Rosemarie (* 1929)